# پراشکفت (بویر احمد)

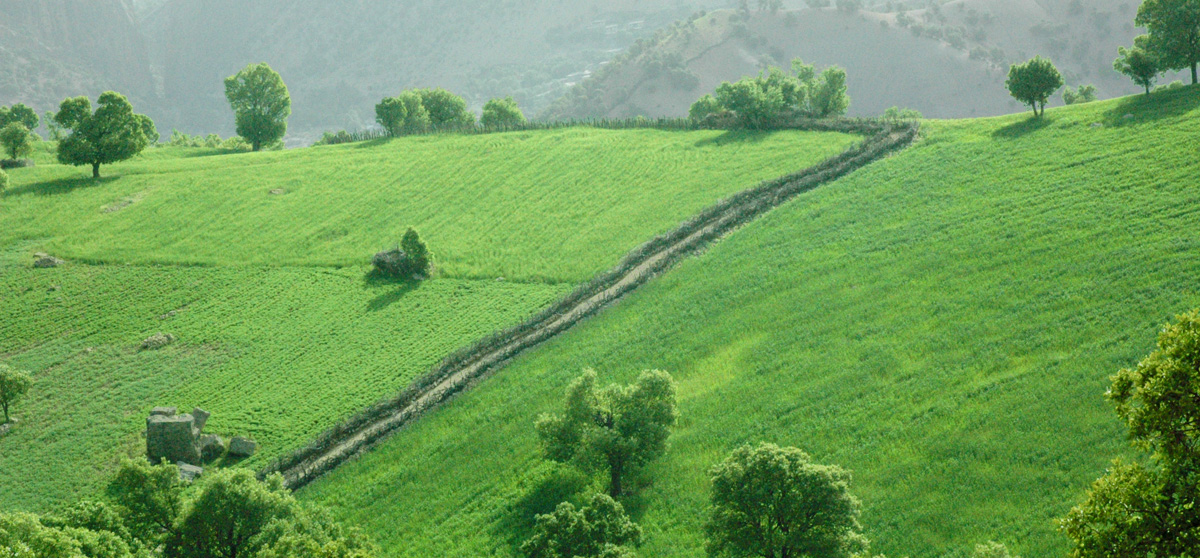
پراشکفت

پراشکفت روستایی در شهرستان بویراحمد استان کهگیلویه و بویراحمد است و در حدود ۴۵ کیلومتری شهر یاسوج قرار دارد. رودخانهٔ کبگیان که در ادامه رود خرسان و سپس کارون است، از به‌هم‌پیوستن رودخانه‌های پرشکفت، بابکان، دشتروم و نَرماب تشکیل شده است.
روستای پراشکفت از چندین دهکده تشکیل شده است که شامل دره خانی، ده بزرگ، چیتاوه (چیتَوَه)، مرادی، کَلگه، تل بن، چم محمدباقری و چال‌کوب می‌باشد.

## مردم‌شناسی
مردم پراشکفت لر بویراحمدی هستند و به گویش لری بویراحمدی صحبت می‌کنند.
کشاورزی و دام‌داری و پرورش ماهی قزل‌آلا عمده فعالیت اهالی پراشکفت است.
پراشکفت از چندین ده تشکیل شده‌است که شامل ده بزرگ، چیتاوه، مرادی، چل محمدباقری، کَلگه، سرچال، بَردِبَلَه، درهٔ خانی، تل بن و چال‌کوب است.
این روستا از جهت اصل و نسب به سه گروه عمده تقسیم می‌شوند:
- اولادمیرزالی:عده ای از طایفه اولاد میرزاعلی سردسیری در این منطقه و منطقه سپیدار زندگی می‌کنند.
- سادات: سادات پراشکفت را سه دسته سادات محمودی، سادات امام‌زاده علی و سادات سید مراد تشکیل می‌دهند. بیشتر اهالی را سادات تشکیل می‌دهند.
- کاها: «کا» پیشوندی در گویش لری است که در مقابل پیشوند «کِی» است. کادرویشی‌ها، کامحمدخانی‌ها، کاحاجی‌ها در این دسته‌اند.
- آقاها: آقاویسی‌ها، و آقا شفیع که آقاهای پراشکفت را تشکیل میدهند.[۱]

## قدمت (تاریخچه)
به گفته اهالی، سابقه سکونت نیای ساکنان کنونی این روستا ۱۱۰۰ هجری شمسی است که افرادی به این روستا مهاجرت کرده‌اند. اما قبل از آن ساکنانی در این روستا زندگی می‌کرده‌اند، آثار باستانی یافت شده در این روستا قدمت بسیار بیشتر از این را نشان می‌دهد و گویای این است که پراشکفت قدمتی بسیار زیادی دارد اما متأسفانه هیچ تحقیق علمی باستان‌شناسی تا به امروز صورت نگرفته‌است. در ناحیه موسوم به گیاربن در این روستا آثار فراوان سفالی شکسته دیده می‌شود و علاوه بر این سنگهای قبر در بعضی از قبرستان‌های این روستا قدمت روستا را تا قبل از دوره صفویه نشان می‌دهد. چندین بنای ساخته شده از سنگ و ساروج در پراشکفت نشان از قدمت تاریخی این روستا دارد.
حفاری‌های غیرمجاز و فروش اشیاء بدست آمده، هر از چندگاهی در روستا دهان به دهان می‌چرخد، نویسنده این متن در دوران کودکی شاهد تخریب اشیاء باستانی سفالی توسط روستاییان بودم، چراکه آنها را بازماند از مردگان می‌دانستند.

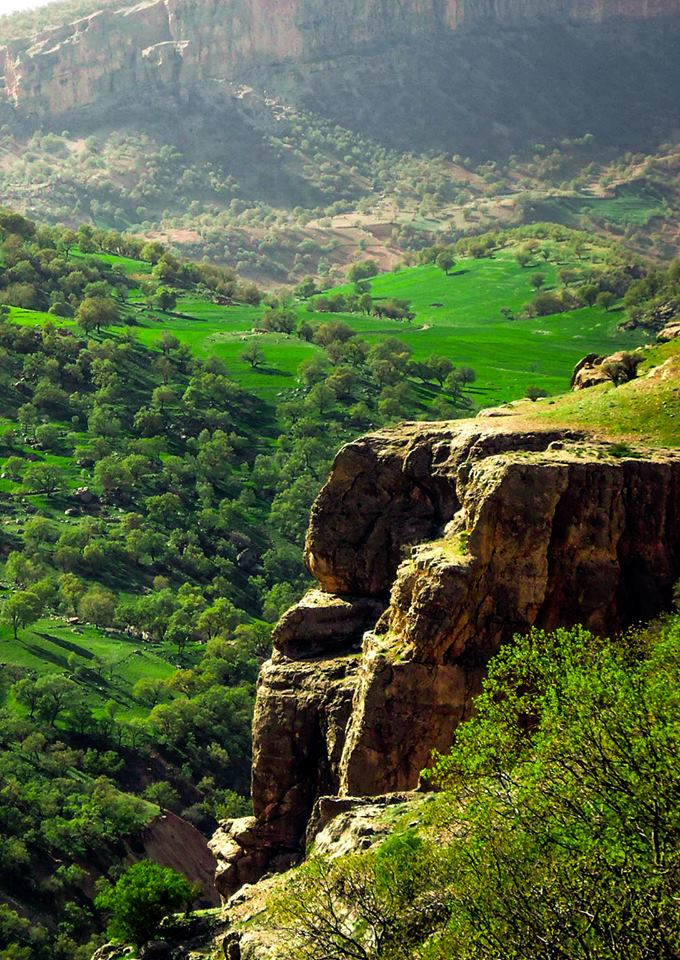
طبیعت پراشکفت در اوایل بهار

## وجه نامگذاری
نام‌گذاری این روستا به دلایل چندی است، چرا که این مکان به گونه‌های مختلف تلفظ می‌شود. پِرِشکفت (Preshkaft): مکانی که پر از اشکفت است. پراشکفت(Pareshkaft): مکانی در حاشیه اشکفت‌های فراوان. پیراشکفت(Pireshkaft): اشکفت‌هایی که مکان مقدسی برای پیران (بزرگان، کهنسالان و دراویش) بوده‌است.

## پیوندها
1. 1 2  «بویرنیوز». بایگانی‌شده از اصلی در ۲ آوریل ۲۰۱۵. دریافت‌شده در ۱۱ مارس ۲۰۱۵.